# Pseudopostega bellicosa
Pseudopostega bellicosa là một loài bướm đêm thuộc họ Opostegidae. Nó được Edward Meyrick miêu tả năm 1911. Nó được tìm thấy ở Transvaal, Nam Phi.
Con trưởng thành bay vào tháng 10.